# バグダッドの盗賊 (1940年の映画)
『バグダッドの盗賊』（バグダッドのとうぞく、原題：The Thief of Bagdad）は、1940年に製作されたイギリスとアメリカ合作の映画である。

## あらすじ
バスラの街。港付近に人目を引く1人の男がいた。彼は盲目で犬を連れていたが、実はかつてのバグダッドの王アーマッドで、犬は仲間の盗賊アブーであった。アーマッドはバスラの王女に恋愛感情を持っていたが、宰相ジャファルに王の地位を追われ、ジャファルの魔法により盲目にされ、アブーは犬に変えられたのだ。バスラの王サルタンも殺害され、王女は過去の記憶を消す青いバラを口にする。ジャファルが王女を手中に収めたと認識したことから、魔法が解けアーマッドは視力を取り戻し、アブーは人間の姿に戻る。2人は船でジャファルを追跡。しかし途中で遭難し、離れ離れになる。砂浜でアブーは2千年間眠っていたという巨人ジーニーと遭遇。アブーはジーニーと取引をし、世界が見渡せるルビーを入手するため空の旅を始める。仏教の寺院でルビーを発見、苦心の末ルビーを入手。その頃アーマッドはジャファルに捕らえられ、処刑寸前となっていた。ジーニーはアブーに協力せず姿を消したため、アブーは怒ってルビーを割る。するとそこに謎の国が出現し、アブーは多くの武器を手にする。アブーは空飛ぶ絨毯に乗って王宮に到着。戦闘の末ジャファルは死に、アーマッドと王女は救出される。アブーの姿はかつてバグダッドの人々が噂した正義の騎士のものであった。アーマッドはアブーに王宮に残るように命じるが、アブーは自由な生活の方が良いと言い残し、空飛ぶ絨毯に乗って姿を消す。

## キャスト
| 役名       | 俳優                   | 日本語吹替 | 日本語吹替   | 日本語吹替   | 日本語吹替 |
| 役名       | 俳優                   | NHK版      | フジテレビ版 | 日本テレビ版 | PDDVD版    |
| ---------- | ---------------------- | ---------- | ------------ | ------------ | ---------- |
| アブー     | サブー・ダステージャー | 古川清     | 長谷部泰     | 塩屋翼       | 安芸此葉   |
| アーマッド | ジョン・ジャスティン   | 川合伸旺   | 家弓家正     | 菅生隆之     | 大塚智則   |
| ジャファル | コンラート・ファイト   | 横森久     | 桑原毅       | 平林尚三     | 矢嶋俊作   |
| 王女       | ジューン・デュプレ     | 里見京子   | 渡辺知子     | 滝沢久美子   | 小林美穂   |
| ジーニー   | レックス・イングラム   | 風祭修一   |              | 田中崇       | 小浅和大   |
| サルタン   | マイルズ・メイルソン   | 古賀浩二   |              | 辻村真人     |            |
| 老王       | モートン・セルテン     | 福田豊土   |              | 松岡文雄     |            |
| ハリマ     | メアリー・モリス       | 黒田絢子   |              | 鳳芳野       | 麻丘三妃   |

- NHK版：初回放送1961年11月16日『劇映画』19:43-21:29
- フジテレビ版：初回放送1963年8月5日『テレビ名画座』15:00-16:45
- 日本テレビ版：初回放送1982年8月7日『土曜映画劇場』14:30-16:00

その他声の出演：亀井三郎、広瀬正志、山本千鶴、花咲きよみ、斉藤友子

## 日本語版スタッフ
※日本テレビ版
- 演出：小山悟
- 翻訳：岩佐幸子
- 選曲：東上別符精
- 調整：丹波晴道
- 効果：東洋音響
- 制作：東北新社